# Orgull (pel·lícula de 2014)
Orgull (títol original en anglès, Pride) és una pel·lícula de comèdia britànica de 2014 dirigida per Matthew Warchus. De temàtica històrica i LGBT, la pel·lícula se centra en un grup d'activistes homosexuals que el 1984 decideixen posar-se a recol·lectar diners per tal de donar suport als miners en vaga. El guió, de Stephen Beresford, es basa en fets reals. Es va doblar i subtitular al català.
La pel·lícula fou presentada al Festival de Canes de 2014, en el qual va guanyar la Palma Queer. Fou nominada al Globus d'Or a la millor pel·lícula musical o còmica, al BAFTA a la millor pel·lícula bitrànica, al BAFTA a la millor actriu secundària i al BAFTA al millor director, guionista o productor britànic novell.

## Argument
Basada en fets reals, la pel·lícula relata la història d'un grup d'activistes d'homosexuals i lesbianes que es posa a recol·lectar diners per ajudar a les famílies afectades per la vaga de miners britànics el 1984, una iniciativa que va suposar l'inici de la històrica aliança Lesbians and Gays Support the Miners, entre la comunitat gai i els miners.
El NUM, el sindicat dels miners, es va mostrar inicialment molt refractari a l'ajuda provinent de la comunitat LGBT, per por als comentaris de l'opinió pública sobre una associació oberta amb un col·lectiu gai. Degut a la negativa del sindicat, els activistes es van decantar per a enviar el diners recaptats directament a la comunitat minera d'Onllwyn, un petit i ignorat poble de Gal·les. Les famílies obreres van acceptar de bon grat l'ajuda, naixent així una forta i exitosa aliança que fins aleshores havia sigut inèdita entre les dues comunitats.

## Rerefons històric
La pel·lícula es basa en la vida de l'activista LGBT Mark Ashton i en l'inici de la campanya Lesbians and Gays Support the Miners (LGSM). El grup londinenc de LGSM inicia campanya de recol·lecta de diners en suport als miners en vaga de les regions gal·leses de la vall del Neath (Vale of Neath) i de la vall de Swansea (Swansea Valley), durant la vaga de miners britànics de 1984 i 1985.
El concert benèfic Pits and Perverts va tenir lloc el 10 de desembre de 1984 al local Electric Ballroom, al barri de Camden de Londres. La llibreria gai, i al mateix temps central de l'associació LGSM Gay’s The Word, és real i està ubicada al barri de Bloomsbury de Londres. Altres personatges de la pel·lícula reals són la gal·lesa Hefina Headon, activista pels drets humans, i la gal·lesa Siân James, política i diputada del parlament.

## Repartiment

### Membres de la campanyaLesbians and Gays Support the Miners(LGSM)
| Intèrpret     | Personatge                                     |
| ------------- | ---------------------------------------------- |
| Ben Schnetzer | Mark Ashton, fundador de LGSM                  |
| Joe Gilgun    | Mike Jackson                                   |
| Faye Marsay   | Stephanie Chambers                             |
| Dominic West  | Jonathan Blake                                 |
| Andrew Scott  | Gethin Roberts                                 |
| Freddie Fox   | Jeff Cole                                      |
| Chris Overton | Reggie Blennerhassett                          |
| Joshua Hill   | Ray Aller                                      |
| George MacKay | Joe "Bromley" Cooper, membre ficcional de LGSM |

### Membres del Grup de dones de suport
| Intèrpret       | Personatge                                                                             |
| --------------- | -------------------------------------------------------------------------------------- |
| Imelda Staunton | Hefina Headon, una activista                                                           |
| Jessica Gunning | Siân James, dona de Martin                                                             |
| Liz White       | Margaret Donovan, dona de Dai                                                          |
| Nia Gwynne      | Gail Pritchard, dona de Alan                                                           |
| Menna Trussler  | Gwen, membre anciana, i viuda de William, que fou un miner                             |
| Lisa Palfrey    | Maureen Barry, viuda i germana política de Cliff, que està en contra del suport a LGSM |

## Palmarès
| Premi                                                                                    | Data de l'esdeveniment | Categoria                                                                       | Nominats                              | Resultat   |
| ---------------------------------------------------------------------------------------- | ---------------------- | ------------------------------------------------------------------------------- | ------------------------------------- | ---------- |
| Festival Internacional de Cinema de Canes de 2014                                        | 25 de maig de 2014     | Palma Queer                                                                     | Orgull                                | guanyadora |
| Festival Internacional de Cinema de Canes de 2014                                        | 25 de maig de 2014     | Selecció Quinzaine des réalisateurs                                             | Orgull                                | Nominada   |
| Festival Internacional de Flandes-Gant de 2014                                           | 27 d'octubre de 2014   | Premi del públic "Port of Ghent"                                                | Orgull                                | Guanyadora |
| Festival Internacional de Cinema de Leiden de 2014                                       | 10 de novembre de 2014 | Premi del públic                                                                | Orgull                                | Guanyadora |
| Premis British Independent Film (BIFA) de 2014                                           | 7 de desembre de 2014  | Millor pel·lícula britànica independent                                         | Orgull                                | Guanyadora |
| Premis British Independent Film (BIFA) de 2014                                           | 7 de desembre de 2014  | Millor director                                                                 | Matthew Warchus                       | Nominat    |
| Premis British Independent Film (BIFA) de 2014                                           | 7 de desembre de 2014  | Millor guió                                                                     | Stephen Beresford                     | Nominat    |
| Premis British Independent Film (BIFA) de 2014                                           | 7 de desembre de 2014  | Millor actriu secundària                                                        | Imelda Staunton                       | Guanyadora |
| Premis British Independent Film (BIFA) de 2014                                           | 7 de desembre de 2014  | Millor actor secundari                                                          | Andrew Scott                          | Guanyador  |
| Premis British Independent Film (BIFA) de 2014                                           | 7 de desembre de 2014  | Millor actor secundari                                                          | Ben Schnetzer                         | Nominat    |
| Premis British Independent Film (BIFA) de 2014                                           | 7 de desembre de 2014  | Jove promesa (Most Promising Newcomer)                                          | Ben Schnetzer                         | Nominat    |
| 72a edició dels Premis Globus d'Or                                                       | 11 de gener de 2015    | Millor pel·lícula musical o còmica                                              | Orgull                                | Nominada   |
| Premis London Film Critics Circle Awards de 2014                                         | 18 de gener de 2015    | Pel·lícula britànica de l'any                                                   | Orgull                                | Nominada   |
| Dorian Awards de 2014                                                                    | 20 de gener de 2015    | Pel·lícula LGBTQ de l'any                                                       | Orgull                                | Guanyadora |
| Dorian Awards de 2014                                                                    | 20 de gener de 2015    | Unsung Film of the Year                                                         | Orgull                                | Guanyadora |
| Dorian Awards de 2014                                                                    | 20 de gener de 2015    | Pel·lícula de l'any                                                             | Orgull                                | Nominat    |
| Casting Society of America (Premis Artios)                                               | 22 de gener de 2015    | Contribució artística excepcional en pel·lícula dramàtica o comèdia independent | Fiona Weir                            | Nominada   |
| 68a edició dels Premi BAFTA                                                              | 8 de febrer de 2015    | BAFTA a la millor pel·lícula britànica                                          | Orgull                                | Nominat    |
| 68a edició dels Premi BAFTA                                                              | 8 de febrer de 2015    | Millor actriu secundària                                                        | Imelda Staunton                       | Nominat    |
| 68a edició dels Premi BAFTA                                                              | 8 de febrer de 2015    | Millor director, guionista o productor britànic novell                          | Stephen Beresford i David Livingstone | Guanyadors |
| 26a edició dels GLAAD Media Awards                                                       | 21 de març de 2015     | Millor pel·lícula (Outstanding Film - Wide Release)                             | Orgull                                | Nominat    |
| 12a edició dels Premis de Cinema i Televisió Irlandesos (Irish Film & Television Awards) | 24 de maig de 2015     | Millor actor secundari                                                          | Andrew Scott                          | Nominat    |
| Premis David di Donatello                                                                | 12 June 2015           | Millor pel·lícula europea                                                       | Orgull                                | Nominat    |